# Fidelius Henselmann
Fidelius Henselmann, auch Fidelis Henselmann (* 16. April 1857 in Laiz; † 8. Juli 1931 in Freiburg im Breisgau) war ein deutscher Maler.
Fidelius Henselmann war seit etwa 1880 in Offenburg als Kirchen- und Kunstmaler tätig. Zunächst arbeitete er für die Firma Simmler & Venator, später führte er eine eigene Werkstatt. Er malte Anfang des 20. Jahrhunderts Kirchenausstattungen für Kirchen in Südbaden.
Seine Söhne Gustav Henselmann (1888–1964), Albert Henselmann (1890–1974) und Willy Henselmann (1896–1973) waren ebenfalls als Maler tätig. Sein Enkel Caspar Henselmann (1933–2015) wurde Bildhauer und Illustrator.

## Werke
- 1901: Deckenausmalung der katholischen Kirche in Offenburg-Elgersweier (1937 übermalt)
- 1908: Dekorationsmalerei der Dreifaltigkeitskirche in Offenburg (1996 übermalt)
- 1912: Deckengemälde in der katholischen Kirche in Burkheim am Kaiserstuhl